# Tetragnatha filipes
Tetragnatha filipes är en spindelart som beskrevs av Schenkel 1936. Tetragnatha filipes ingår i släktet sträckkäkspindlar, och familjen käkspindlar. Inga underarter finns listade i Catalogue of Life.